# Wendlandia nervosa
Wendlandia nervosa är en måreväxtart som beskrevs av Elmer Drew Merrill. Wendlandia nervosa ingår i släktet Wendlandia och familjen måreväxter. Inga underarter finns listade i Catalogue of Life.